# تیک عصبی
تیک (به فرانسوی: Tic) یعنی حرکت ناگهانی، سریع و غیرآهنگینی که شامل گروه‌های ماهیچه‌ای مجزا باشد. تیک‌ها ممکن است به چشم دیده نشوند. تیک‌های رایج عبارتند از پلک زدن و صاف کردن گلو.
البته ممکن است به دو صورت معمولی و مزمن شناخته شود.
تیک‌های عصبی معمولاً به دنبال انباشته شدن یک حس ناخوشایند در بدن شروع می‌شوند که نهایتاً به شکل تیک آزاد می‌شود یا فروکش می‌کند. البته گاهی این حس ناخوشایند می‌تواند قبل از آنکه باعث بروز تیک شود، تا حدودی سرکوب شود. تیک‌های عصبی در دوران کودکی بسیار شایع است و معمولاً اولین بار در حدود سن ۵ سالگی بروز پیدا می‌کند. در موارد بسیار نادری هم ممکن است علائم تیک عصبی در دوران بزرگسالی شروع شود. تیک‌های عصبی معمولاً عارضه خطرناکی نیستند و به مرور زمان بهبود پیدا می‌کنند، اما می‌تواند برای فرد خیلی نگران کننده و ترس‌آور باشد و در کارهای عادی و روزمره او اختلال ایجاد کند.
تیک‌های عصبی معمولاً عارضه خطرناکی نیستند و آسیبی به مغز وارد نمی‌کنند. اما اگر نگران تیک‌های عصبی خود یا فرزندتان هستید یا نیاز به توصیه‌ها و راهنمایی‌های تخصصی در این زمینه دارید، می‌توانید با یک متخصص مغز و اعصاب مشورت کنید. همچنین اگر تیک‌های عصبی شما یا فرزندتان شرایط زیر را دارد، به متخصص مغز و اعصاب مراجعه کنید:
- وقوع آن‌ها خیلی معمول است یا به مرور زمان، بیشتر و شدیدتر می‌شود.
- باعث بروز مشکلات عاطفی یا اجتماعی از قبیل آشفتگی و انزوا برای شما شده‌است.
- باعث ایجاد درد و ناراحتی برای شما شده‌است (بعضی از تیک‌های عصبی باعث می‌شود که شخص به‌طور ناگهانی به خودش صدمه بزند).
- در کارهای روزمره و فعالیت‌های تحصیلی یا شغلی شما اختلال ایجاد می‌کند.
- با حالات و رفتارهای نگران کننده دیگری از قبیل عصبانیت، افسردگی یا خودزنی همراه باشد.

پزشک شما می‌تواند با بررسی توصیفات و شرح حال شما و در صورت امکان با دیدن تیک عصبی شما، آن را تشخیص بدهد. ثبت یک فیلم کوتاه از رفتارهای شما می‌تواند به تشخیص قطعی تیک عصبی کمک کند، اما باید دقت کنید که در حین ضبط این فیلم بر روی تیک عصبی خود، متمرکز نشوید و زیاد به آن توجه نکنید؛ زیرا این کار باعث بدتر شدن تیک شما می‌شود.